# Aleksander Lázarev
Aleksandr Lázarev (en ruso, Александр Николаевич Лазарев, Aleksandr Nikoláievich Lázarev) es un director de orquesta ruso nacido el 5 de julio de 1945 en Moscú, entonces la URSS. Estudió en el Conservatorio de Leningrado, y más tarde en el de Moscú con Leo Ginsbourg. En 1971, fue el primer ganador en una competición nacional de dirección de orquesta en la URSS. En 1972, obtuvo el primer premio y medalla de oro en la competición de dirección orquestal Karajan en Berlín.
En el período 1987-1995, Lázarev fue director principal y director artístico del Teatro Bolshói, la primera persona en treinta años que desempeñaba ambos cargos simultáneamente.  En 1992-1995, fue principal director invitado de la Orquesta Sinfónica de la BBC.  En 1994, Lázarev se convirtió en el principal director invitado de la Royal Scottish National Orchestra (RSNO).  En 1997-2005, fue el principal director de la RSNO, y hoy es el director emérito. Lázarev es también el director principal de la Orquesta Filarmónica de Japón desde septiembre de 2009.